# Pseuderemostachys
Pseuderemostachys là một chi thực vật có hoa trong họ Hoa môi (Lamiaceae).

## Loài
Chi Pseuderemostachys gồm các loài: